# Coronavirus de rat chinois HKU24
Betacoronavirus ratti
Espèce
Betacoronavirus ratti, aussi appelé Coronavirus de rat chinois HKU24 (en anglais China Rattus coronavirus HKU24) ou ChRCoV HKU24  est une espèce de Betacoronavirus du groupe A (sous-genre Embecovirus). C'est un virus enveloppé à ARN monocaténaire à polarité positive identifié chez les rats Rattus norvegicus en Chine (étude publiée en  2014).